# A Fővárosi Állat- és Növénykert Majomháza
A Majomház, későbbi nevén  Madagaszkár Ház a budapesti Fővárosi Állat- és Növénykert egyik épülete.

## Története
Az első Majomház Koch Henrik és Szkalnitzky Antal tervei alapján épült romantikus stílusban az 1866-os megnyitóra, és akkoriban az állatkert legköltségesebb épületének számított. Ezt a 20. század elején elbontották. Az új épület 1909–1912 között épült fel Kós Károly és Zrumeczky Dezső tervei alapján népies stílusban. 1936-ban kibővítették az északi üvegtetejű szárnnyal és a keleti, szintén félkör alakú ketreccel. A második világháború után kisebb belső átalakításokra került sor (aranyhalas medence létesítése az üvegtetejű csarnokban, üveg elválasztófal építése a látogatótér és a belső ketrecek között).
Az elavult állattartó szemléletet tükröző épület átépítése hosszú időn át esedékes volt. Az 1990-es években két tágas, füves kifutó épült mellé, majd 2003-ban ez egész kifutókomplexummá bővült. A belső átépítésre 2004-ben került sor: kevesebb, de tágas, világos belső tér jött létre. Az üvegtetejű szárnyban olyan dúsnövényzetű teret hoztak létre, ahol a kisebb karmosmajmok és a békés lajhárok közé a látogatók is bemehetnek.
2010-ben újabb felújítási munkálatokat végeztek rajta. Jelenleg aranyhasú mangábék, huszármajmok és vörös varik láthatóak a déli oldal belső helyiségeiben, a keleti nagy ketrec lakói pedig a sziamangok.
Közvetlen szomszédságában található az 1987-ben épített legújabb Majomház, az Emberszabásúak Háza.

## Képtár

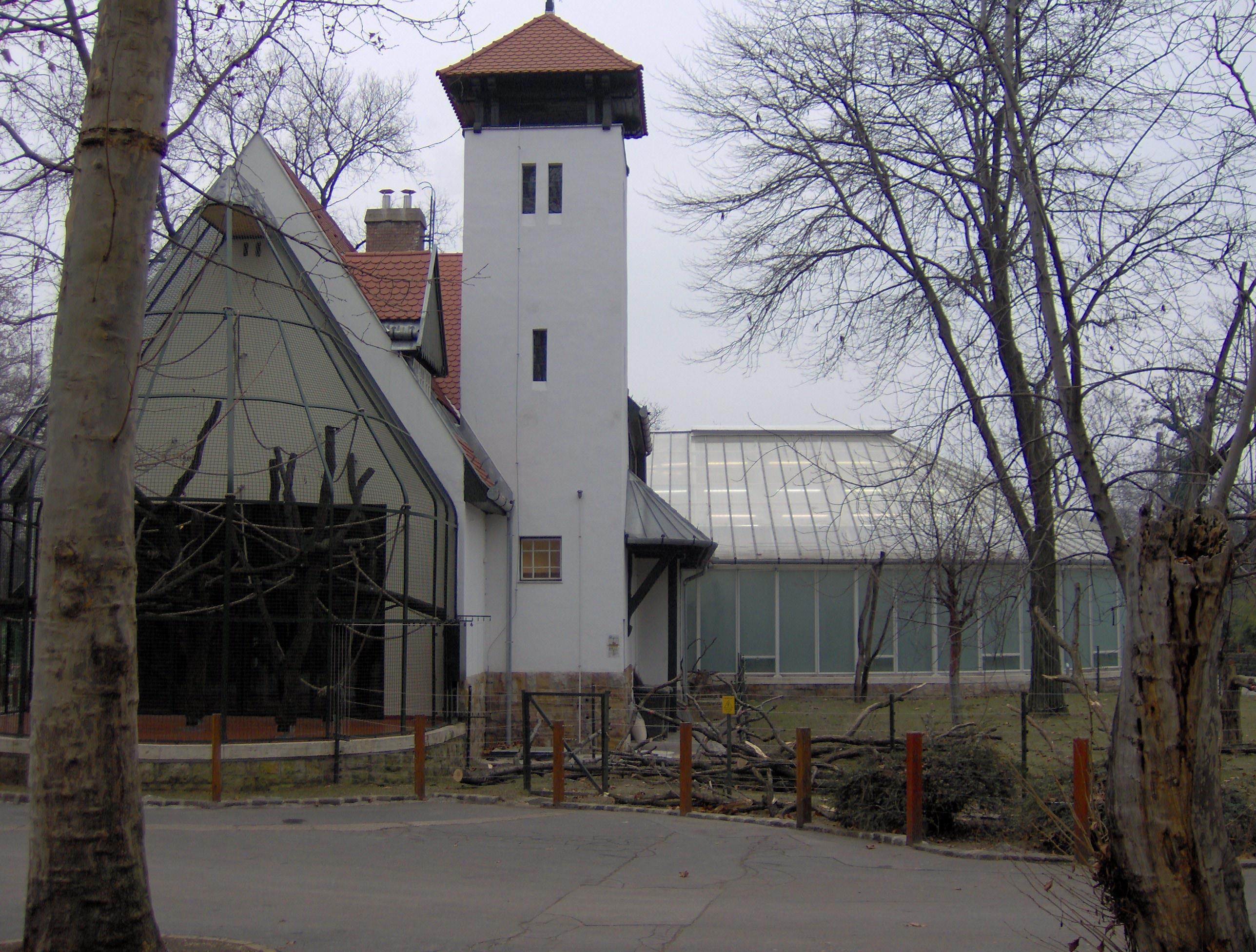
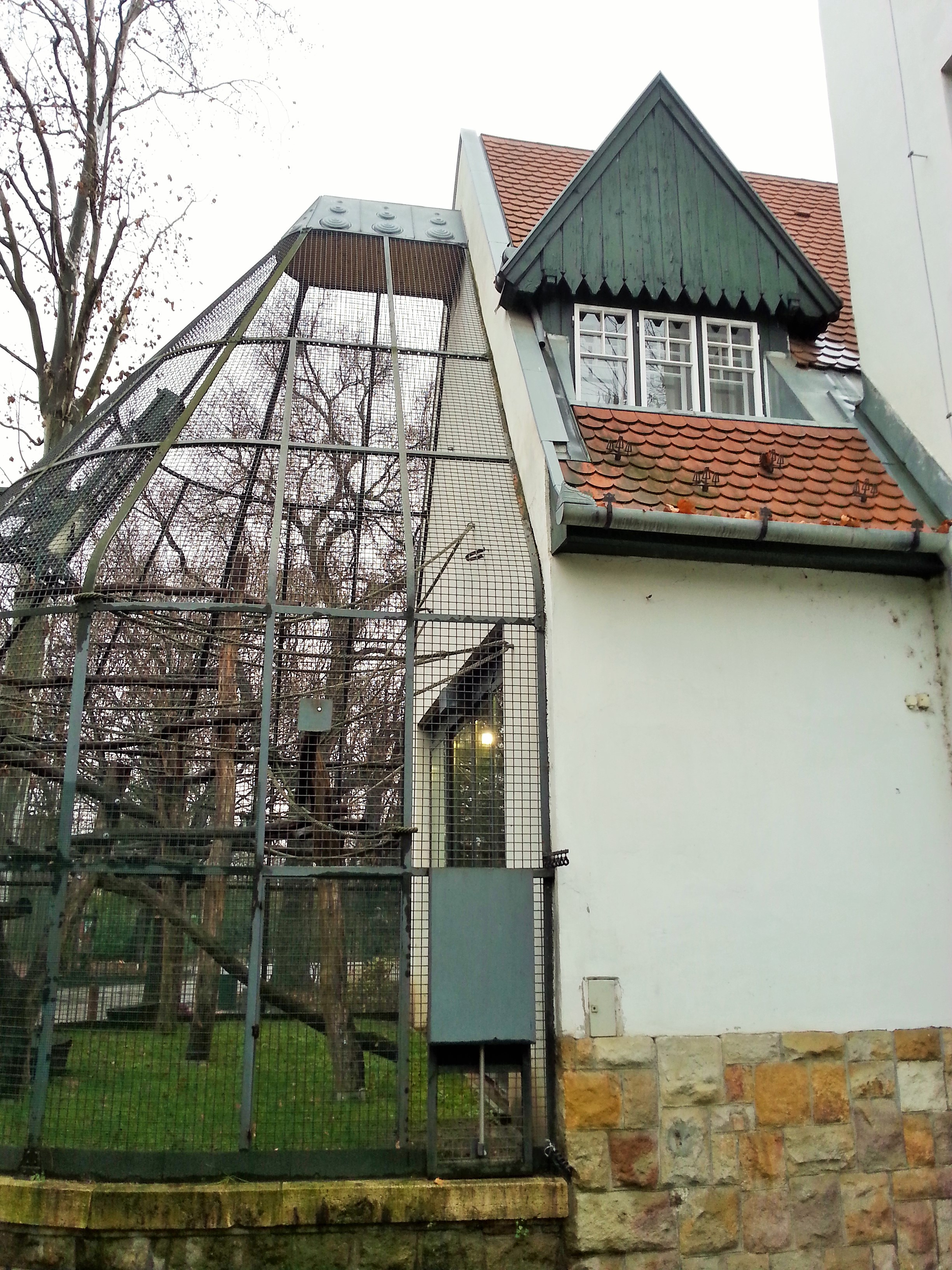
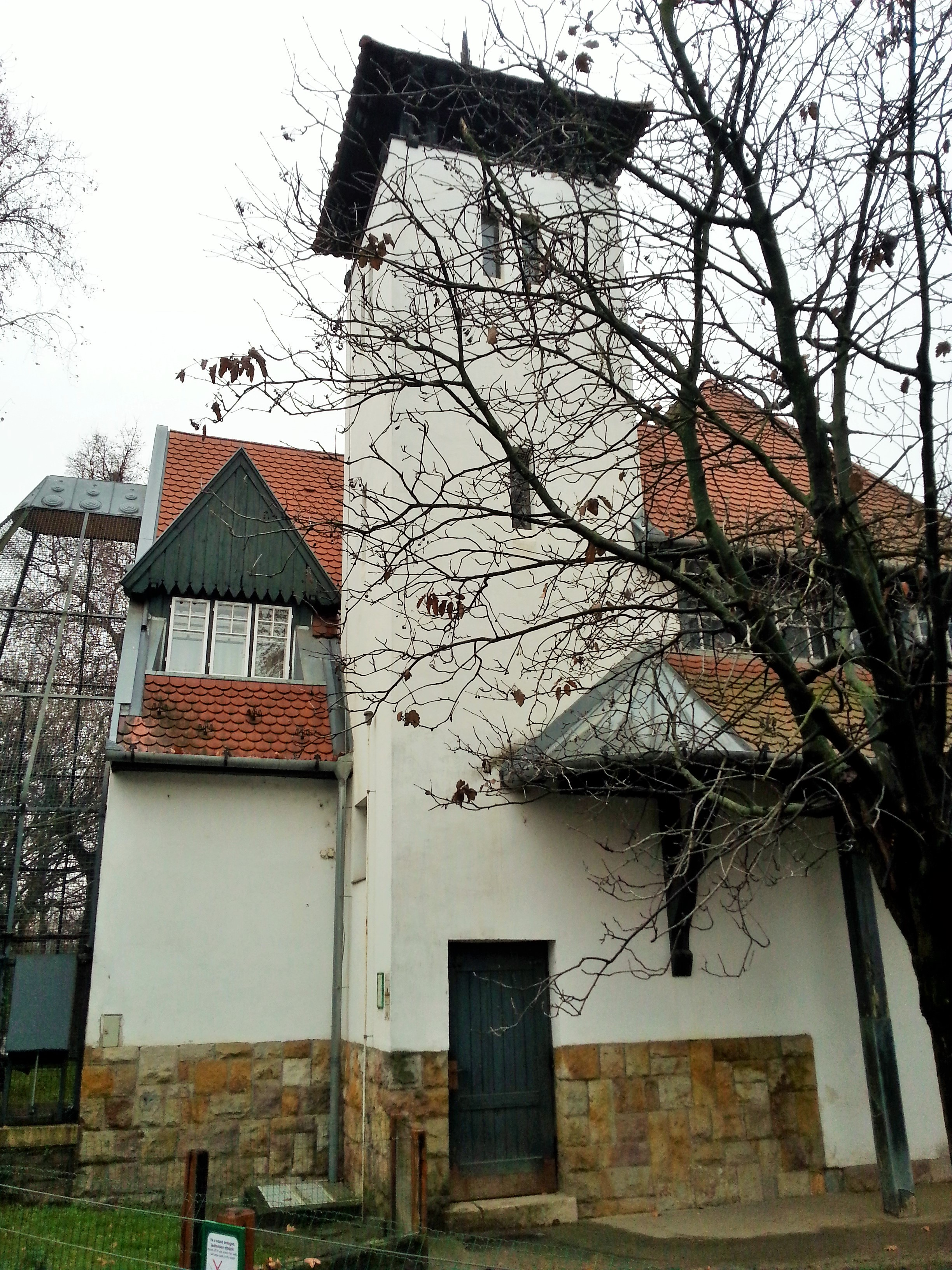
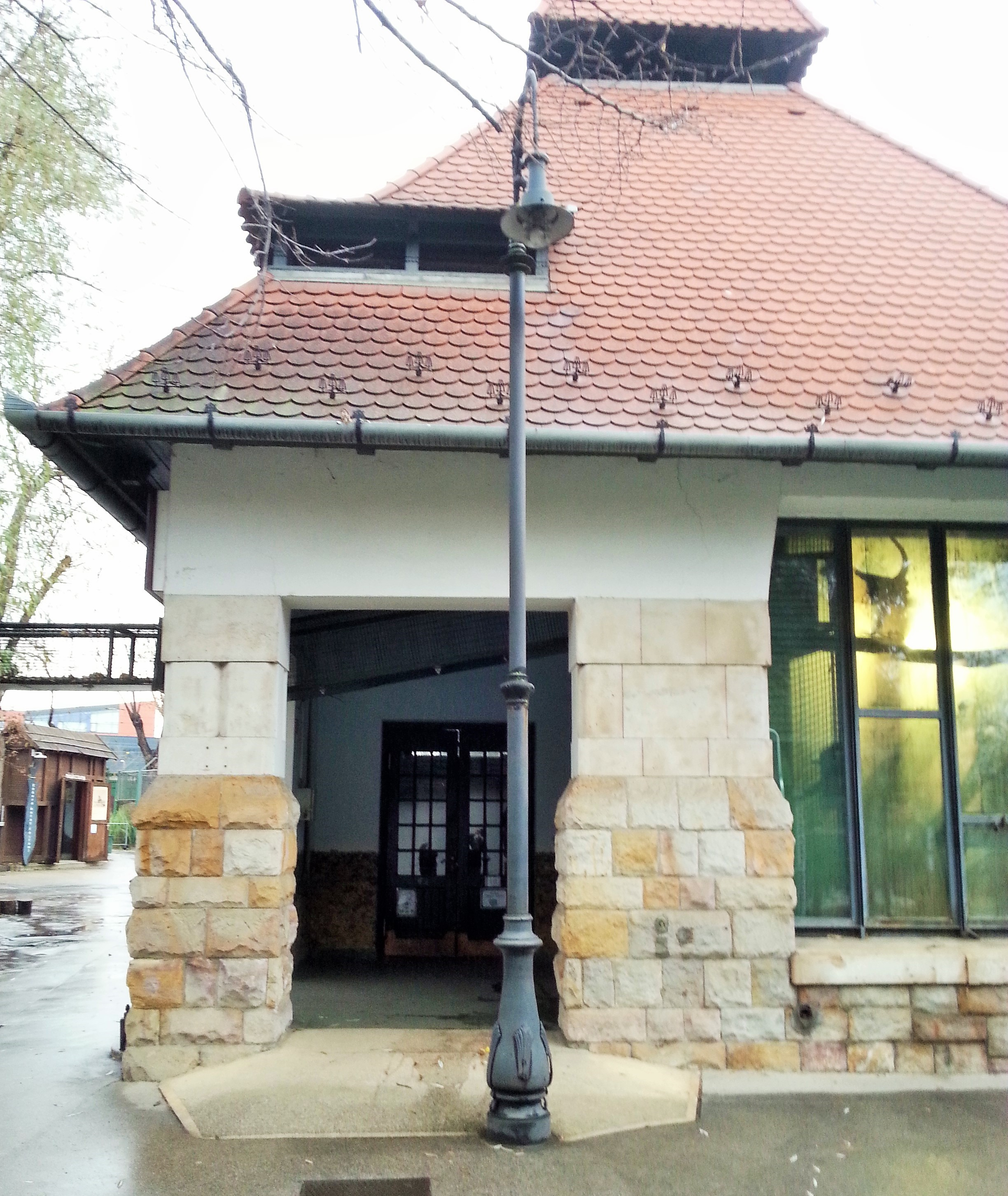
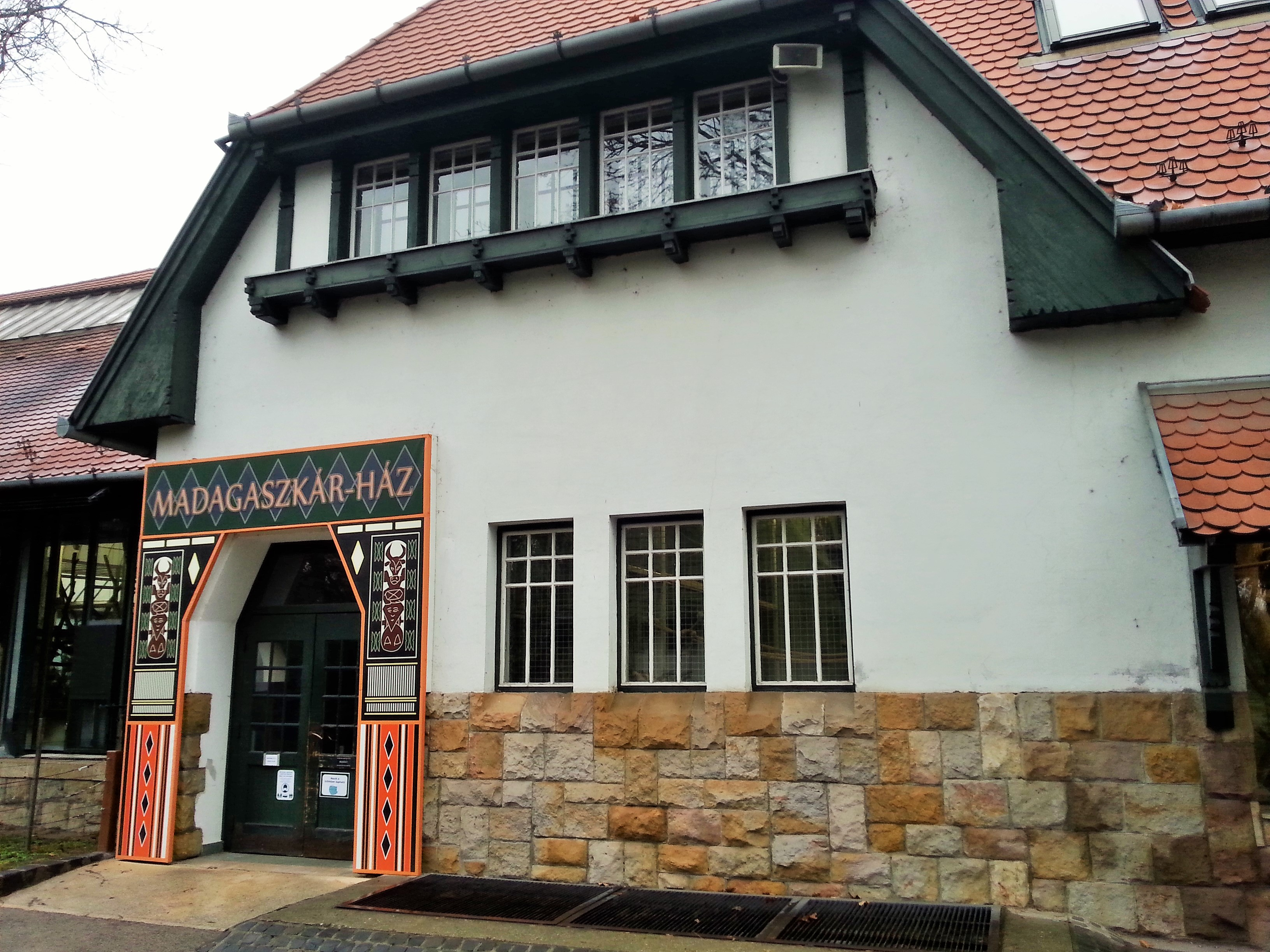
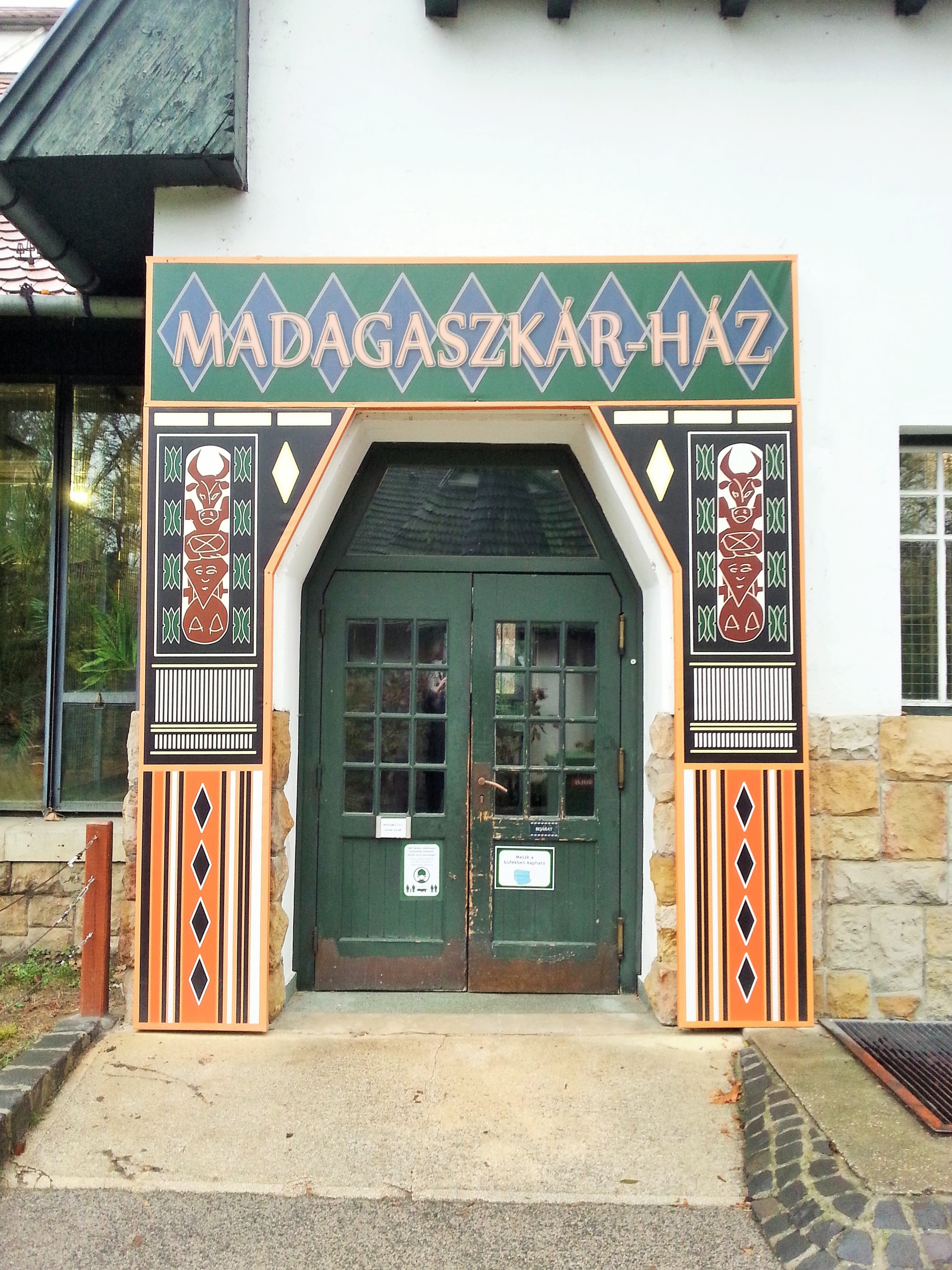
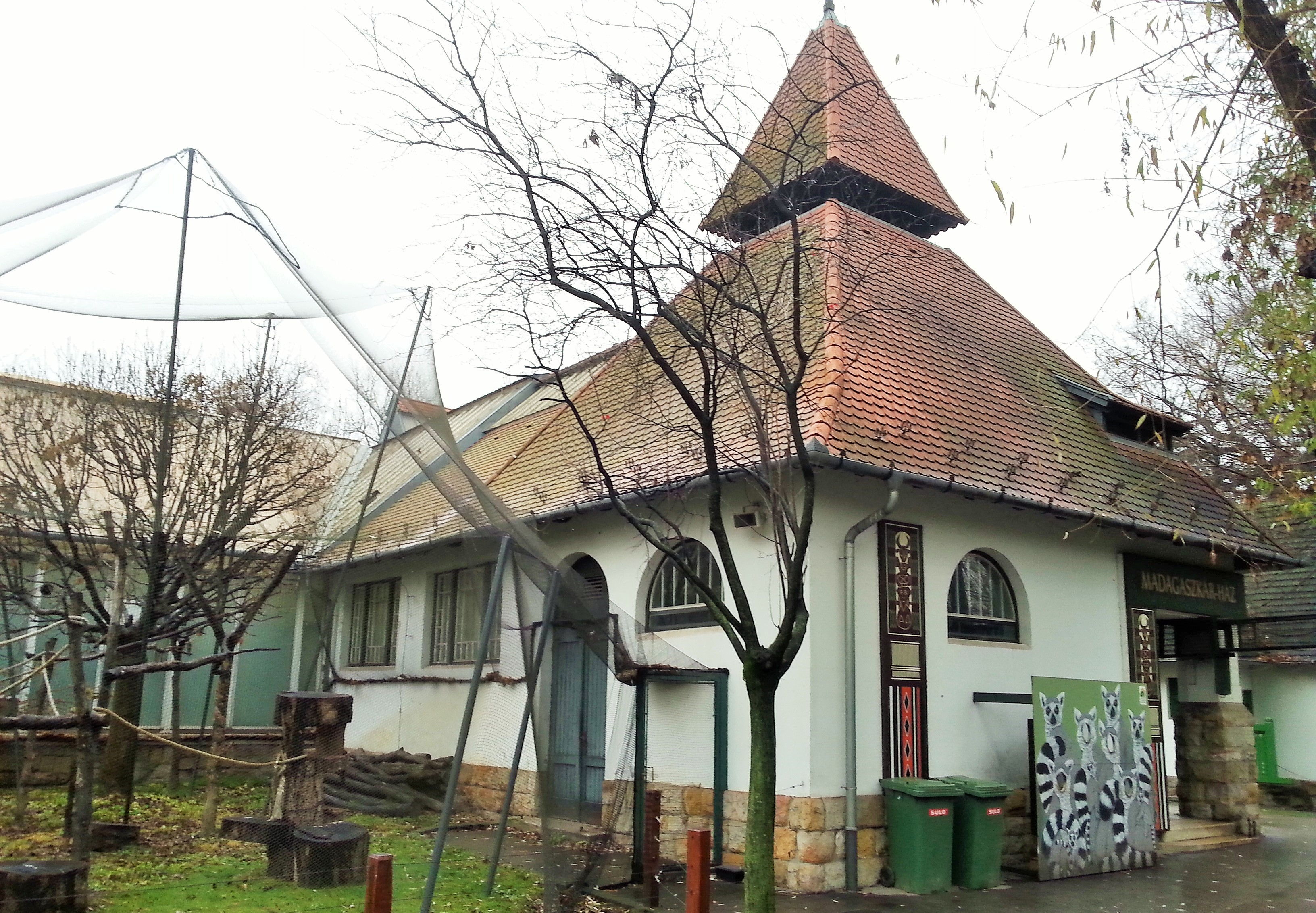
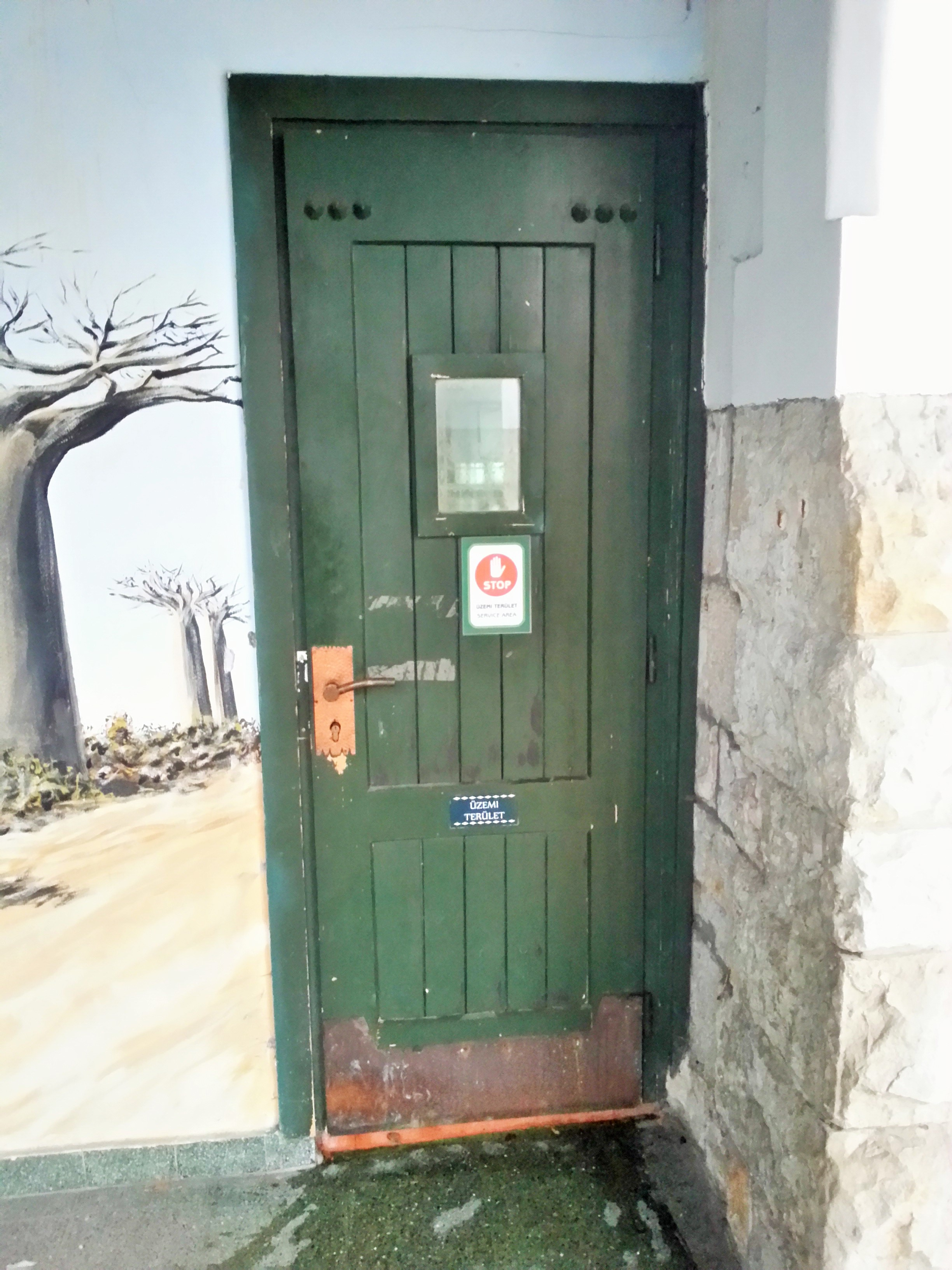
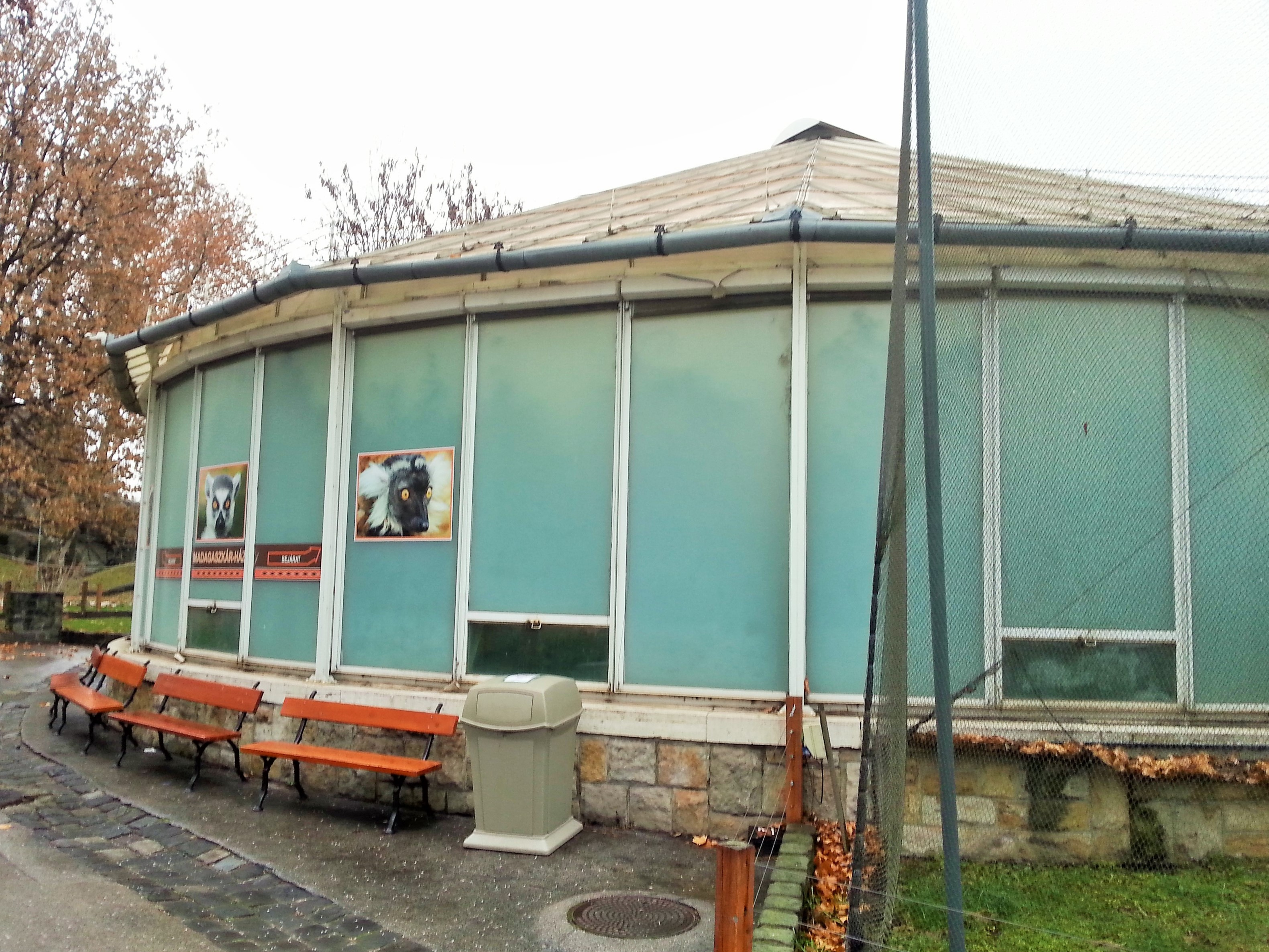

## Külső hivatkozások
- Madagaszkár Zóna. zoobudapest.com. (Hozzáférés: 2021. december 13.)
- Patinás épületek. zoobudapest.com. (Hozzáférés: 2021. december 13.)